# Biblioteca della Città metropolitana di Catania
La Biblioteca della Città metropolitana di Catania è una biblioteca specializzata in "Fondi" appartenuti a intellettuali, a studiosi e a notabili locali pervenuti per donazioni o lasciti testamentari.

## Storia
La Biblioteca Città metropolitana di Catania ha sede nel Palazzo dei Minoriti, l'ex convento degli omonimi frati riedificato nel Settecento assieme alla chiesa di San Michele Arcangelo ai Minoriti, dopo il gravissimo terremoto del 1693, su progetto dell’architetto Francesco Battaglia. L'edificio tardo-barocco fu soggetto a vari mutamenti dovuti probabilmente al cambio di destinazione d’uso. Nel 1866 divenne di proprietà dell’Amministrazione Provinciale di Catania, a seguito della soppressione degli Ordini e delle Corporazioni religiose dai beni ecclesiastici e la sua cessione allo Stato italiano. Il Palazzo fu adibito ad ospitare anche la sede della Prefettura e la residenza del Prefetto fino al 1937.
Gli architetti Paolo Lanzerotti e Francesco Fichera adeguarono per esigenze di rinnovamento e restauro la veste dell'intero fabbricato e della costruzione del chiostro, sicché tutto concorre alla continuità delle linee e all'armonia classicheggiante degli edifici aristrocratici e delle chiese della Via Etnea e della limitrofa sontuosa Via dei Crociferi.
Oggi il Palazzo ospita, in una porzione del suo pianoterra, la Biblioteca della Città Metropolitana di Catania e l’Archivio Storico.
La Biblioteca della Città Metropolitana di Catania, persegue come servizio pubblico, fin dalle origini (1997), la finalità di documentare la società e la cultura cittadina e regionale, continuando a portare avanti l’attività programmatica di base, in conformità con le linee-guida IFLA/UNESCO per la gestione delle biblioteche pubbliche.
Il suo patrimonio consta di circa 30.000 unità bibliografiche, costituite prevalentemente da « librerie » private autorevoli: si tratta di Fondi appartenuti a intellettuali, a studiosi e a notabili locali pervenuti per donazioni o lasciti testamentari. Fa parte integrante il complesso librario della distaccata Biblioteca del Libro edito Fuori Commercio "Nunzio Sciavarrello", in piazza Manganelli.

## Fondi archivistici e librari

### Fondo Anfuso
Si tratta di uno dei primi nuclei costitutivi della Biblioteca risalente al 2004, composto da circa 8.000 volumi, tra cui alcuni del '600, '700, '800 e del 1900. I lasciti dei tre membri della Famiglia Anfuso comprendono opere di storia, filosofia, letteratura, arte, storia delle dottrine politiche e diplomatiche, che rispecchiano la poliedricità dell'ultima proprietaria – Carmelina Clarissa Anfuso, interprete al Parlamento europeo di Strasburgo e figlia dell’ambasciatore catanese Filippo Anfuso. Infatti, i libri in lingua straniera (francese, inglese, spagnolo e tedesco) sono diverse centinaia di titoli.

### Fondo Addamo
L'acquisizione del patrimonio documentale di notevole interesse risale al 2014. È la raccolta di libri appartenuta allo scrittore, poeta, saggista militante del Novecento Sebastiano Addamo, nonché preside del Liceo scientifico « Elio Vittorini » di Lentini. Amico di Leonardo Sciascia, Renato Guttuso, Enzo Siciliano, Vincenzo Consolo e Giovanni Raboni, Addamo è stato anche direttore editoriale per la sezione “poesia” della Garzanti. Insieme al materiale librario e ai periodici si conservano “carte di lavoro”, articoli inediti e l’epistolario. Fanno parte della collezione circa 4.000 unità tra volumi e raccolte di riviste, oltre a prime edizioni originali, autografi, articoli, saggi. Di una certa consistenza la sezione saggistica e la poesia.

#### Periodici Fondo Addamo
L'emeroteca di oltre 400 numeri di periodici comprende fra le tante riviste i seguenti titoli:
- Concertino: bimestrale di varia cultura (Milano), 1992-1995: ACNP-918957
- Cronache parlamentari siciliane (Palermo), 1990-1995: ACNP-64962
- Il Belli: quadrimestrale di poesia e di studi sui dialetti (Roma), 1999-2000: ACNP-2110707
- Il Policordo: Rivista quadrimestrale di cultura, letteratura ed arte (Cavallino, Lecce), 1988: ACNP-916274
- Il Rinnovamento (Napoli), 1993-1994: ACNP-42729
- Incidenza: rivista di letteratura (Catania), 1959-1964: ACNP-26241
- Issimo: I Segni della poesia (Palermo), 1990-1994: ACNP-916600
- Laboratorio: Scienze, lettere, arti (Siracusa), 1981-1982: ACNP-3481610
- La Siciliana (Ragusa), 1912: manca codice ACNP
- L'Ozio letterario: quaderno di inediti di prosa e poesia (Montebelluna), 1982-1995: ACNP-3227891
- Lunario nuovo: bimestrale di letteratura (Catania), 1979-1989: ACNP-3461560
- Marka: periodico di arte, poesia e spettacolo (Ascoli Piceno), 1985-1988: ACNP-916258
- Officina (Bologna), 1955-1959: manca codice ACNP
- Poesia: mensile di cultura poetica (Milano), 1989-1998: ACNP-916614
- Poetica (Salerno), 1989: manca codice ACNP
- Quaderni del Verri (Mantova), 1977-1981: ACNP-3143416
- Quaderni siciliani (Palermo), 1973: ACNP-968819
- Quartiere, quaderno trimestrale di poesia (Firenze-Trapani), 1964-1968: ACNP-29834
- Sicilia Illustrata: Immagini e voci siciliane (Catania), 1991: manca codice ACNP
- Spirali: giornale internazionale di cultura (Milano), 1979-1982: ACNP-57458
- Tempo presente: informazioni e discussione (Roma), 1958-1964: ACNP-40544
- Verso (Losanna, Svizzera), 1984: manca codice ACNP
- Via Lattea: rivista di letteratura (Catania), 1988-1995: ACNP-3565490

### Fondo Sciavarrello
Nunzio Sciavarrello fu un'artista eclettico, formatosi a Roma negli Anni Quaranta del '900. Tuttavia, egli lavorò soprattutto a Catania, sua città d’adozione. È ricordato come uno dei fondatori, nel 1958, di quello che diverrà il Teatro Stabile della città di Catania. Diede vita all’Istituto d’Arte nel 1950, al liceo artistico nel 1964, e nel ’74 fondò l’Accademia di Belle Arti di Catania di cui fu direttore sino al 1988. L'anno dell'acquisizione del Fondo risale invece all'anno 2001, quando la Biblioteca e Pinacoteca della Provincia – all'epoca denominata Biblioteca Provinciale dei libri editi fuori commercio e Pinacoteca degli autoritratti e dei ritratti, presso l'ex chiesa di San Michele Arcangelo Minore di Catania in piazza Manganelli –, accolse l'archivio privato dell'artista Sciavarrello.
Il Fondo Sciavarrello è formato da circa 7.000 fra volumi e pubblicazioni varie e da una collezione di ritratti ed autoritratti di grandi maestri del colore come Mino Maccari, Salvatore Fiume, Francesco Filosa, Remo Brindisi, i siciliani Elio Romano, Di Bartolo, Renato Guttuso, Pietro Consagra, etc..

#### Biblioteca del Libro edito Fuori Commercio "Nunzio Sciavarrello"
Nel centenario della nascita del pittore (1918-2018), la vecchia sede di piazza Manganelli è stata a lui intitolata, ma i volumi – custoditi un tempo presso l'Istituto per la Cultura e l'Arte del donatore – sono stati collocati in parte anche presso una sala della sede della Biblioteca della Città Metropolitana. Le due sale distaccate, in piazza Manganelli e in via Prefettura, della Biblioteca del Libro edito Fuori Commercio, con ogni probabilità l'unica del genere in Italia, conservano fondamentalmente una ricca raccolta di edizioni fuori commercio sull’arte, in particolare sull'architettura, pittura, scultura, disegno e grafica, geografia e natura, storia delle città, religioni etc., nonché una cospicua raccolta di cataloghi di mostre d’arte italiane ed esteri.

#### Pinacoteca degli Autoritratti e dei Ritratti "Nunzio Sciavarrello"
All'interno della Pinacoteca sono esposte opere realizzate da artisti del Novecento: Sirio Bandini, Francesco Di Bartolo, Simon Benetton, Salvatore Fiume, Elio Romano, Mino Maccari, Ernesto Treccani, Renato Guttuso, Arnoldo Ciarrocchi, Piero Guccione, Pietro Cascella, Gualtiero Nativi, Francesco Ranno, Dino Boschi, Archimede Cirinnà e tanti altri.
Fra le tante opere si possono citare:
- Ritratto di Antonio Villani di Emilio Greco, 1938
- Arthur Rubenstein alla Fenice di Rinaldo Frank Burattin, 1971
- Autoritratto di Franco Sarnari, 1971
- Autoritratto di Achille Pace, 1994
- Autoritratto di Agostino Bonalumi, 1978
- Autoritratto di Alik Cavaliere, 1987
- Autoritratto di Archimede Cirinnà, 1984
- Autoritratto di Armando Pizzinato, 1971
- Autoritratto di Arnoldo Ciarrocchi, 1994
- Autoritratto di Carlo Ramous, ?
- Autoritratto di Carmelo Zotti, 1994
- Autoritratto con impronta digitale di Piero Guccione, 1997
- Ritratto di Uto Ughi di Sirio Bandini, ?

### Fondo Ila Palma
Il fondo racchiude circa 1.000 opere librarie edite – dagli Anni Settanta del XX secolo in poi – della casa editrice Ila Palma di Palermo.

### Fondo Rossi
In ordine di tempo (2018?) è l’ultima donazione ricevuta dalla Biblioteca. Sono circa un migliaio di volumi, con qualche esemplare del 1800, facenti parte della libreria privata della famiglia del Procuratore della Repubblica Ugo Rossi.

### Fondo Misto
Il fondo comprende donazioni di poche centinaia di unità a cura di diverse persone ed Istituzioni, quali la fondazione Marilena Ferrari, la Fondazione Lorenzo Valla, le famiglie Lauretta e Sessa Trovato, dipendenti Provinciali, autori, etc..

## Documentazione Locale
La raccolta di documentazione locale è composta da materiale edito ed inedito di carattere storico, geografico, artistico, economico e sociale, relativo al territorio provinciale e regionale fornito da Istituzioni locali e Associazioni, quali i Comuni, la Regione Siciliana, la Fondazione Verga, la Società di Storia Patria catanese, la biblioteca del Castello Ursino, l’ex APT (Azienda Provinciale per il Turismo), etc.

## Pubblicazioni edite dalla Biblioteca
La biblioteca conserva copia di tutte le edizioni cha ha editato dal 2001 al 2009 accanto a quelle stampate e patrocinate dall'ex Provincia Reg.le di Catania.

### Biblioteca
- AA.VV., Le case di lava. Cenni storici sugli edifici tradizionali dell'Etna, Biblioteca della Provincia Reg.le di Catania (ora BPRC), 2001, SBN BVE0255007.
- AA.VV., The hauses of lava. Historical outline and curiosity about traditional buildings of Etna, BPRC, 2001.
- Giuseppe Anfuso, Piazze della provincia di Catania, BPRC, 2001, SBN PAL0194079.
- Giuseppe Anfuso, Il Palazzo dei Minoriti, BPRC, 2002, SBN PAL0206528.
- Santi Correnti, Giuseppe De Felice e il suo tempo, BPRC, 2002, SBN PAL0230955.
- AA.VV., La Sicilia e i fondi europei, BPRC, 2002, SBN BVE0372529.
- AA.VV., Il Bene Culturale. Dal rischio alla salvaguardia: proposte e strategie, BPRC, 2002, SBN CFI0535683.
- AA.VV., Etna 2001: la furia, la paura, la lotta, la rinascita, BPRC, 2002, SBN BVE0376602.
- Pippo Virgillito e Francesco Finocchiaro, Pasham. Percorsi urbani della Pasqua a Paternò. Fotografie di Giuseppe Barbagiovanni, BPRC, 2003.
- Laura Plahuta, Organi antichi nella provincia di Catania, BPRC, 2003, SBN PAL0204046.
- AA.VV., La Provincia di Catania e i Beni Culturali. Gli interventi di restauro e conservazione finanziati dall'Amministrazione Musumeci, BPRC, 2003, SBN CFI0571621.
- Matteo Donato, Il volume dei privilegi della città di Aci SS. Antonio e Filippo, BPRC, 2003, SBN AQ10068495.
- Sebastiano Fresta, Tagliaborsa. La Chiesa di Santa Maria degli Angeli e la donazione di Luca La Spina, BPRC, 2003, SBN BVE0371780.
- Gianfranco Ciriacono, Le stragi dimenticate. Gli eccidi americani di Biscari e Piano Stella, BPRC, 2003, SBN UBO2947791.
- AA.VV., Feminales. Françoise De Felice, BPRC, 2006, SBN PAL0204153.
- AA.VV., CentoSicilie. Immagini e parole: la Sicilia raccontata dai Siciliani, BPRC, 2006, SBN PAL0204152.
- AA.VV., Venniro, BPRC, 2006, SBN PAL0205174.
- Gaetano Calogero, Com'erano, e sono, le strade nei quartieri di Catania, BPRC, 2006, SBN LO11117376.
- Vincenzo Fallica, Monasteri Benedettini Etnei, BPRC, 2006, SBN LO11117359.
- Luisa Paladino (a cura di), Alessandro Abate, un pittore a Catania tra Otto e Novecento. Introduzione di Giuseppe Giarrizzo, BPRC, 2007, SBN NAP0378685.
- Vincenzo La Ferla (a cura di), Vestiture di Sicilia. 36 litografie di Cuciniello e Bianchi dal 1827-'29, Biblioteca della Provincia Reg.le di Catania, 2007.
- Nicola Francesco Neri (a cura di), Uniformi storiche. Raccolta di Aldo Scaccianoce, BPRC, 2009, SBN AGR0001518.